# Закон про охорону природи УРСР 1960
Закон УРСР «Про охорону природи Української РСР» 1960 — перший в історії УРСР закон, який регулював увесь комплекс суспільних відносин у галузі охорони природи та раціонального використання природних ресурсів. Ухвалений Верховною Радою УРСР 29 червня 1960, змінений і доповнений 25 серпня 1970. Складався з 11 розділів. У розділах 1, 2 визначалися: поняття охорони природи, об'єкти такої охорони, державні органи та громадські організації, відповідальні за охорону природи в республіці.
Під охороною природи розумівся комплекс державних і громадських заходів, спрямованих на збереження, раціональне використання, розширене відтворення та розвиток природних ресурсів. Державній охороні підлягали земля, надра, водні ресурси, ліси, полезахисні й лісоохоронні лісосмуги, зелені насадження, типові ландшафти, курортні місцевості, рідкісні визначні природні об'єкти, природні заповідники й заказники, тваринний світ, атмосферне повітря та ін. природні багатства, як втягнуті в господарський обіг, так і ті, що не експлуатуються. Закон закріплював право виключної державної власності на природні ресурси.
Розділи 3–8 присвячені регулюванню відносин у галузі охорони й раціонального використання конкретних природних ресурсів (землі, вод, лісів, надр тощо) та охорони повітря від забруднення. В розділі 9 містилися правові норми, що визначали порядок організації й режим охорони державних заповідників, а також інших об'єктів природи, які становлять наукову і природоісторичну цінність або є пам'ятками природи республіки чи місцевого значення. Відповідно до положення розділу 10 усі громадяни зобов'язані були сприяти охороні природи. Розділ 11 спрямовував відповідні державні органи й громадські організації на розроблення та здійснення комплексу заходів з охорони природи. Нормами цього ж розділу регулювалися питання юридичної відповідальності за порушення природоохоронних правил. Закон справив позитивний вплив на природокористування в УРСР. Його принципові положення були використані при розробці та ухваленні Закону України "Про охорону навколишнього природного середовища" 1991.